# Vitolo (calciatore 1989)
Víctor Machín Pérez, meglio noto come Vitolo (Las Palmas de Gran Canaria, 2 novembre 1989), è un ex calciatore spagnolo, di ruolo attaccante.

## Caratteristiche tecniche
Ala sinistra, può giocare sia come trequartista sia come seconda punta, possiede una buona tecnica ed ottima capacità di corsa; i suoi punti di forza sono la resistenza fisica ed il dribbling.

## Carriera

### Club

#### Las Palmas
Cresce calcisticamente nelle giovanili del Las Palmas debuttando in prima squadra il 28 agosto del 2010 giocando da titolare contro il Gimnástic (3-2), realizzando la sua unica rete stagionale all'Alcorcón (4-1), l'11 settembre 2010. Nella seconda annata realizza la sua prima rete contro il Guadalajara (1-1), segnando due reti al Girona (3-2) e terminando la stagione con 36 presenze e 10 reti. Nella stagione 2012-2013 sigla la sua prima rete stagionale contro il Lugo (1-1), mettendo a segno una tripletta contro il Córdoba (3-0) e due doppiette contro Girona (5-2) e Sporting Gijón (4-2).

#### Siviglia
Il 28 giugno del 2013 Vitolo passa al Siviglia per 3.2 milioni di euro, firmando un contratto quadriennale. Il primo agosto esordisce in Europa League contro il Mladost Podgorica (3-0) e nella partita di ritorno firma la sua prima marcatura internazionale nel 6-1 rifilato ai montenegrini a Podgorica. Nove giorni più tardi fa il suo debutto anche in campionato giocando contro l’attuale club,l’Atlético Madrid (1-3). Il 12 marzo 2015 ha segnato il gol più veloce nella storia dell'Europa League portando in vantaggio il Siviglia contro il Villarreal dopo 13 secondi e 21 centesimi. Il 30 aprile dello stesso anno, rinnova il suo contratto con gli andalusi sino al giugno 2019. Il 20 agosto 2016 prolunga fino al 2020 con la squadra spagnola. Il 20 maggio 2017, nell'ultima partita di campionato della stagione 2016-2017 giocata contro l'Osasuna, realizza una doppietta nella vittoria interna degli andalusi per 5-0.

#### Atlético Madrid
Durante il mercato estivo Vitolo si trasferisce all'Atlético Madrid, che lo presta al Las Palmas fino al gennaio 2018 a causa del blocco di mercato inflitto all'Atlético dalla FIFA. Il calciatore ha pagato la clausola da 36,7 milioni al Siviglia, che successivamente denuncia alla FIFA il giocatore e i due club poiché, due giorni prima del pagamento della clausola, il canario aveva firmato un precontratto con la società andalusa per il rinnovo sino al 2022 e l'aumento della clausola a 50 milioni. Il 9 gennaio 2018 mette a segno la prima rete ufficiale con la maglia biancorossa, in occasione della vittoria casalinga per 3-0 contro il Lleida in Coppa del Re. Il 18 aprile 2021, in occasione dell'incontro di campionato vinta per 5-0 contro l'Eibar, Vitolo gioca la sua partita numero 100 con la maglia dell'Atlético.

#### Prestiti a Getafe, Las Palmas e ritiro
Il 4 luglio 2021 viene ceduto in prestito al Getafe. Fa il proprio esordio in campionato il 13 agosto seguente in una sconfitta in trasferta contro il Valencia (1-0). Alla sua quarta presenza con il club il giocatore sarà vittima di un infortunio muscolare che lo terrà fuori dai giochi per due mesi. Finalmente ristabilito, però, lo spagnolo non troverà più continuità, finendo per essere relegato in panchina per tutto il finale di stagione. Termina la sua esperienza in prestito totalizzando solamente 7 presenze in campionato.
Il 21 luglio 2022 fa ritorno al Las Palmas con la formula del prestito con diritto di riscatto. Fa il proprio debutto con la squadra solamente il 15 ottobre seguente per via del suo mancato impiego nella prima parte di stagione, in una gara vinta per 1-0 in casa del Ponferradina. Tuttavia, anche questa stagione sarà tormentata dagli acciacchi fisici e il giocatore riuscirà a totalizzare solamente 8 presenze. Tornato alla base data la scadenza del prestito, rimane fuori rosa per tutta la fase di preparazione per l'annata 2023-2024, iniziando addirittura ad allenarsi con l'Emirates che, infine, deciderà di non proporgli alcuna contrattazione ufficiale.
Rimasto senza squadra per oltre sei mesi, il 21 dicembre 2024 annuncia il ritiro dal calcio giocato.

### Nazionale
Il 20 marzo 2015 viene convocato per la prima volta in assoluto, nella nazionale spagnola dal commissario tecnico Del Bosque, per le gare contro Ucraina e Paesi Bassi rispettivamente del 28 e 31 marzo. Debutta ufficialmente contro i Paesi Bassi subentrando al minuto 46º della ripresa, al posto di Pedro, mentre il 5 settembre 2016 realizza la sua prima rete con la maglia della nazionale spagnola contro il Liechtenstein.

## Statistiche

### Presenze e reti nei club
Statistiche aggiornate al 22 aprile 2021.
| Stagione               | Squadra                | Campionato             | Campionato | Campionato | Coppe nazionali | Coppe nazionali | Coppe nazionali | Coppe continentali | Coppe continentali | Coppe continentali | Altre coppe | Altre coppe | Altre coppe | Totale | Totale |
| Stagione               | Squadra                | Comp                   | Pres       | Reti       | Comp            | Pres            | Reti            | Comp               | Pres               | Reti               | Comp        | Pres        | Reti        | Pres   | Reti   |
| ---------------------- | ---------------------- | ---------------------- | ---------- | ---------- | --------------- | --------------- | --------------- | ------------------ | ------------------ | ------------------ | ----------- | ----------- | ----------- | ------ | ------ |
| 2010-2011              | Las Palmas             | SD                     | 10         | 1          | -               | -               | -               | -                  | -                  | -                  | -           | -           | -           | 10     | 1      |
| 2011-2012              | Las Palmas             | SD                     | 36         | 10         | -               | -               | -               | -                  | -                  | -                  | -           | -           | -           | 36     | 10     |
| 2012-2013              | Las Palmas             | SD                     | 41         | 15         | CR              | 3               | 0               | -                  | -                  | -                  | -           | -           | -           | 44     | 15     |
| 2013-2014              | Siviglia               | PD                     | 29         | 4          | CR              | 0               | 0               | UEL                | 16                 | 4                  | -           | -           | -           | 45     | 8      |
| 2014-2015              | Siviglia               | PD                     | 28         | 6          | CR              | 2               | 0               | UEL                | 11                 | 3                  | SU          | 1           | 0           | 42     | 9      |
| 2015-2016              | Siviglia               | PD                     | 28         | 2          | CR              | 6               | 1               | UCL+UEL            | 5+7                | 1+1                | SU          | 1           | 0           | 47     | 5      |
| 2016-2017              | Siviglia               | PD                     | 31         | 6          | CR              | 2               | 0               | UCL                | 8                  | 0                  | SU+SS       | 1+2         | 0           | 43     | 6      |
| Totale Siviglia        | Totale Siviglia        | Totale Siviglia        | 115        | 18         |                 | 10              | 1               |                    | 47                 | 9                  |             | 5           | 0           | 177    | 28     |
| ago.-dic. 2017         | Las Palmas             | PD                     | 9          | 1          | CR              | 2               | 0               | -                  | -                  | -                  | -           | -           | -           | 11     | 1      |
| gen.-giu. 2018         | Atlético Madrid        | PD                     | 14         | 1          | CR              | 3               | 1               | UEL                | 6                  | 1                  | -           | -           | -           | 23     | 3      |
| 2018-2019              | Atlético Madrid        | PD                     | 20         | 0          | CR              | 3               | 1               | UCL                | 4                  | 0                  | SU          | 1           | 0           | 27     | 1      |
| 2019-2020              | Atlético Madrid        | PD                     | 28         | 3          | CR              | 1               | 0               | UCL                | 4                  | 0                  | SS          | 2           | 0           | 35     | 3      |
| 2020-2021              | Atlético Madrid        | PD                     | 10         | 0          | CR              | 2               | 0               | UCL                | 3                  | 0                  | -           | -           | -           | 15     | 0      |
| Totale Atlético Madrid | Totale Atlético Madrid | Totale Atlético Madrid | 72         | 4          |                 | 9               | 2               |                    | 17                 | 1                  |             | 3           | 0           | 101    | 7      |
| 2021-2022              | Getafe                 | PD                     | 7          | 0          | CR              | 0               | 0               | -                  | -                  | -                  | -           | -           | -           | 7      | 0      |
| 2022-2023              | Las Palmas             | SD                     | 7          | 0          | CR              | 0               | 0               | -                  | -                  | -                  | -           | -           | -           | 7      | 0      |
| Totale Las Palmas      | Totale Las Palmas      | Totale Las Palmas      | 103        | 27         |                 | 5               | 0               |                    | -                  | -                  |             | -           | -           | 108    | 27     |
| Totale carriera        | Totale carriera        | Totale carriera        | 297        | 49         |                 | 24              | 3               |                    | 64                 | 10                 |             | 8           | 0           | 393    | 62     |

### Cronologia presenze e reti in nazionale
| Cronologia completa delle presenze e delle reti in nazionale ― Spagna | Cronologia completa delle presenze e delle reti in nazionale ― Spagna | Cronologia completa delle presenze e delle reti in nazionale ― Spagna | Cronologia completa delle presenze e delle reti in nazionale ― Spagna | Cronologia completa delle presenze e delle reti in nazionale ― Spagna | Cronologia completa delle presenze e delle reti in nazionale ― Spagna | Cronologia completa delle presenze e delle reti in nazionale ― Spagna | Cronologia completa delle presenze e delle reti in nazionale ― Spagna |
| Data                                                                  | Città                                                                 | In casa                                                               | Risultato                                                             | Ospiti                                                                | Competizione                                                          | Reti                                                                  | Note                                                                  |
| --------------------------------------------------------------------- | --------------------------------------------------------------------- | --------------------------------------------------------------------- | --------------------------------------------------------------------- | --------------------------------------------------------------------- | --------------------------------------------------------------------- | --------------------------------------------------------------------- | --------------------------------------------------------------------- |
| 31-3-2015                                                             | Amsterdam                                                             | Paesi Bassi                                                           | 2 – 0                                                                 | Spagna                                                                | Amichevole                                                            | -                                                                     | 46’                                                                   |
| 11-6-2015                                                             | León                                                                  | Spagna                                                                | 2 – 1                                                                 | Costa Rica                                                            | Amichevole                                                            | -                                                                     | 46’                                                                   |
| 14-6-2015                                                             | Barysaŭ                                                               | Bielorussia                                                           | 0 – 1                                                                 | Spagna                                                                | Qual. Euro 2016                                                       | -                                                                     | 64’                                                                   |
| 1-9-2016                                                              | Bruxelles                                                             | Belgio                                                                | 0 – 2                                                                 | Spagna                                                                | Amichevole                                                            | -                                                                     | 74’                                                                   |
| 5-9-2016                                                              | León                                                                  | Spagna                                                                | 8 – 0                                                                 | Liechtenstein                                                         | Qual. Mondiali 2018                                                   | 1                                                                     | 80’                                                                   |
| 6-10-2016                                                             | Torino                                                                | Italia                                                                | 1 – 1                                                                 | Spagna                                                                | Qual. Mondiali 2018                                                   | 1                                                                     | 44’ 84’                                                               |
| 9-10-2016                                                             | Scutari                                                               | Albania                                                               | 0 – 2                                                                 | Spagna                                                                | Qual. Mondiali 2018                                                   | -                                                                     | 60’                                                                   |
| 12-11-2016                                                            | Granada                                                               | Spagna                                                                | 4 – 0                                                                 | Macedonia                                                             | Qual. Mondiali 2018                                                   | 1                                                                     | 87’                                                                   |
| 15-11-2016                                                            | Londra                                                                | Inghilterra                                                           | 2 – 2                                                                 | Spagna                                                                | Amichevole                                                            | -                                                                     | 46’                                                                   |
| 24-3-2017                                                             | Gijón                                                                 | Spagna                                                                | 4 – 1                                                                 | Israele                                                               | Qual. Mondiali 2018                                                   | 1                                                                     | 83’                                                                   |
| 7-6-2017                                                              | Murcia                                                                | Spagna                                                                | 2 – 2                                                                 | Colombia                                                              | Amichevole                                                            | -                                                                     | 76’                                                                   |
| 14-11-2017                                                            | San Pietroburgo                                                       | Russia                                                                | 3 – 3                                                                 | Spagna                                                                | Amichevole                                                            | -                                                                     | 58’ 68’                                                               |
| Totale                                                                |                                                                       | Presenze                                                              | 12                                                                    |                                                                       | Reti                                                                  | 4                                                                     |                                                                       |

## Palmarès

### Competizioni nazionali
- Campionato spagnolo: 1

Atletico Madrid: 2020-2021

### Competizioni internazionali
- UEFA Europa League: 4

Siviglia: 2013-2014, 2014-2015, 2015-2016
Atlético Madrid: 2017-2018
- Supercoppa UEFA: 1

Atlético Madrid: 2018